# Frampton Brasse
Frampton Brasse est une micro-brasserie située dans la municipalité de Frampton en  Beauce dans la région administrative Chaudière-Appalaches au Québec.

## Historique
En 2009, la famille de Gilbert Poulin emménage sur une terre de 107 acres acquise en 2003 et y commence la culture du malt d'orge et du houblon. L'expérimentation de brassage a lieu l'année suivante. Les ingrédients utilisés sont produits sur la ferme.Les tests préliminaires sont concluants: le système de refroidissement des fermenteurs alimenté par géothermie se concrétise. En mai 2011 la microbrasserie reçoit son permis de brasseur artisan. La première production est en marche pour l'été 2011. En juillet une bière de type Pilsner est en période de maturation et une bière de type Pale Ale est dans le fermenteur. Le lancement officiel de ses 2 bières artisanales a lieu le 15 aout 2011.

## Bières
Cette microbrasserie propose quatre marques de bières :
- Sieur de Léry (5 %), Pilsner de type tchèque, son nom vient de Gaspard-Joseph Chaussegros de Léry, personnage historique de la Beauce.
- St-Édouard (5 %), Pale ale de type anglaise, elle se distingue notamment par l'usage de la méthode de décoction lors de son brassage ce qui lui donne un goût plus riche que les pale ales traditionnelles.
- Benedict Arnold (6 %), India Pale Ale de type anglaise, son nom lui vient du général Benedict Arnold, figure emblématique de la révolution américaine. Le général Arnold a remonté le fleuve Kennebec dans l'État du Maine pour ensuite redescendre la chaudière dans le but de prendre Québec.
- Nuit d'automne (10 %), Abt de style belge, cette bière rappelle les bières trappistes telle la Rochefort 10, ou la Westvleteren 12.